# Zgromadzenie Ustawodawcze Sikkimu

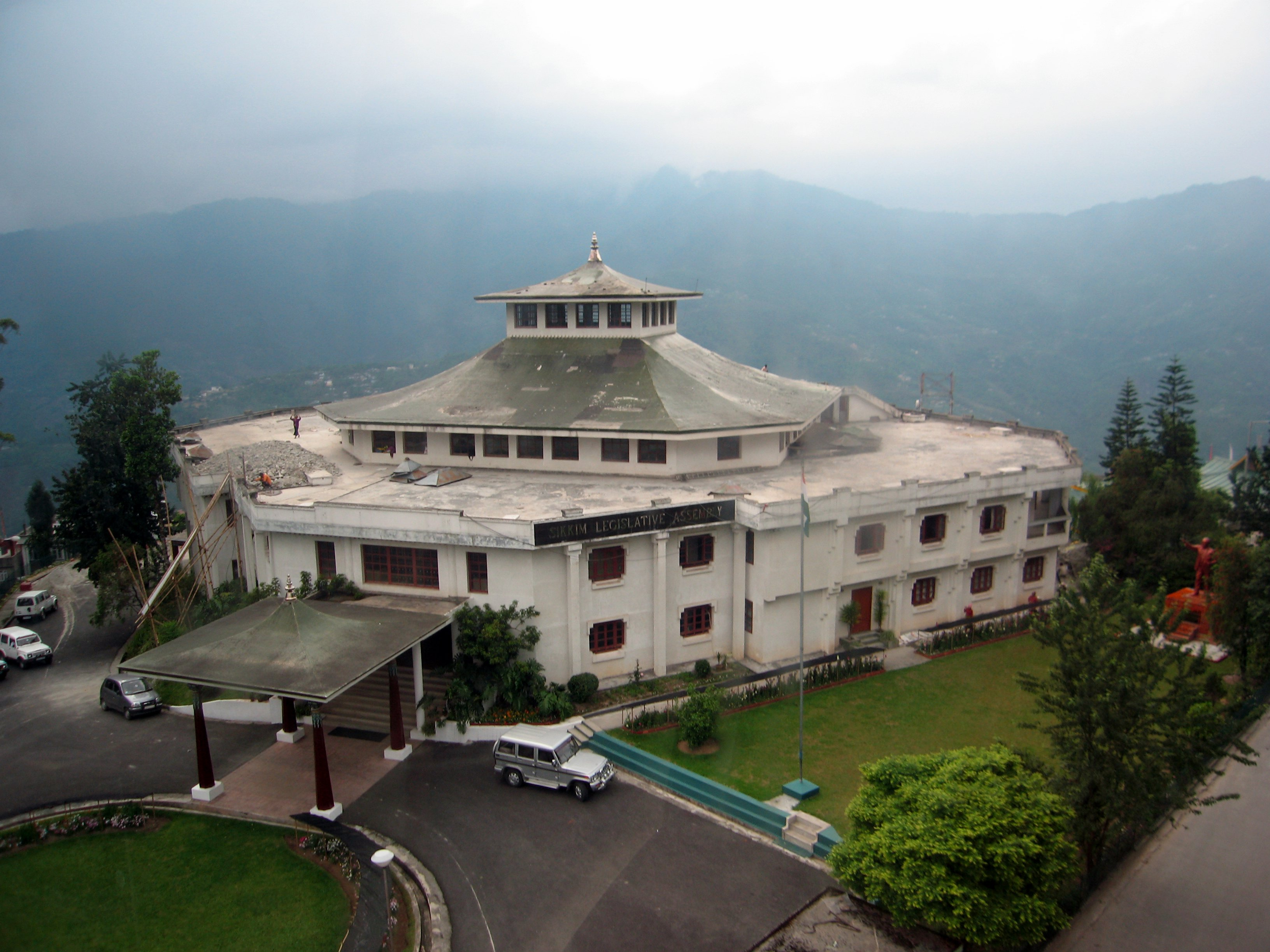
Siedziba zgromadzenia w Gangtok

Zgromadzenie Ustawodawcze Sikkimu – jednoizbowy parlament stanowy Sikkimu.
Składa się z 32 posłów, wybieranych na pięcioletnią kadencję. Obraduje w trzech sesjach (budżetowej, monsunowej i zimowej).
W wyniku wyborów z 2009 wszystkie miejsca w izbie zdobyli przedstawiciele Sikkim Democratic Front. 
Obecnie funkcję spikera pełni K. T. Gjalcen (SDF).